# Bracia Serca Jezusowego
Zgromadzenie Braci Serca Jezusowego (Congregatio Fratrum Cordis Iesu – CFCI) – założone i zatwierdzone w Polsce 21 listopada 1923 roku jako zakon kontemplacyjno-czynny w Puszczykowie koło Poznania.
Głównym założycielem Zgromadzenia był br. Stanisław Andrzej Kubiak (ur. 10 listopada 1877, zm. 9 grudnia 1928). 
Wytyczone zadania i zatwierdzone przez Kościół są następujące:
- praca przy kościołach jako zakrystianie, organiści,
- prowadzenie katechizacji wśród dzieci i młodzieży,
- prace w domach biskupich, kuriach diecezjalnych, seminariach duchownych oraz w innych instytucjach kościelnych,
- propagowanie czci Najświętszego Serca Jezusowego.

Zgodnie z wolą Brata Założyciela oraz Kościoła, jako bracia zakonni, nie przyjmują święceń kapłańskich.

## Historia
Początkowo Zgromadzenie zajęło się służbą jako zakrystianie, furtianie, przy katedrze i kurii poznańskiej.
W 1924 roku brat Stanisław, na tzw. „górnym Puszczykowie” niedaleko Poznania, zakupił willę „Warta”, a 2 lata później willę „Przemysławkę”. Te dwie wille stały się przyczynkiem do utworzenia  Domu Głównego Zgromadzenia.
22 sierpnia 1926 roku, w dowód wdzięczności za powstanie Zgromadzenia, Brat Założyciel funduje figurę Najświętszego Serca Jezusowego na terenie klasztornym, która przetrwała przez wiele lat. Jednocześnie brat Stanisław Kubiak czynił starania u władz kościelnych aby zatwierdzić regułę zakonną nowo powstałego Zgromadzenia zakonnego.
Po śmierci Brata Założyciela, Zgromadzeniu przewodzą kolejni Przełożeni Generalni.
19 lutego 1945 w obozie koncentracyjnym w Dachau poniósł śmierć męczeńską brat Józef Zapłata błogosławiony Kościoła katolickiego.

## Habit
Pierwszy habit wyglądał identycznie jak dzisiejszy habit redemptorystów. W 1937 roku prymas Polski kardynał August Hlond zmienił konstytucję i habit zakonny tego zgromadzenia na czarną sutannę przepasaną szerokim zielonym pasem.

## Domy zakonne

### Domy zakonne w Polsce
- Dom Generalny w Puszczykowie k. Poznania – ul. br. Józefa Zapłaty 2
- Bracia Serca Jezusowego w Warszawie – ul. Miodowa 17/19
- Bracia Serca Jezusowego w Warszawie – ul. Krakowskie Przedmieście 52/54
- Bracia Serca Jezusowego w Warszawie – ul. Kanonia 6
- Bracia Serca Jezusowego w Łomży – ul. Sadowa 3
- Bracia Serca Jezusowego w Poznaniu – ul. ks. I. Posadzego 6
- Bracia Serca Jezusowego w Gnieźnie – ul. Kanclerza Jana Łaskiego 1A
- Bracia Serca Jezusowego we Wrocławiu – plac Katedralny 6

### Domy zakonne na świecie
- Bracia Serca Jezusowego w Rzymie – Dom Polski Jana Pawła II
- Bracia Serca Jezusowego w Rzymie – Papieski Instytut Polski
- Bracia Serca Jezusowego w Rzymie – Papieskie Kolegium Polskie
- Bracia Serca Jezusowego w Niemczech – Hinter dem Dom 7, Trewir